# Schloss Tepliwoda

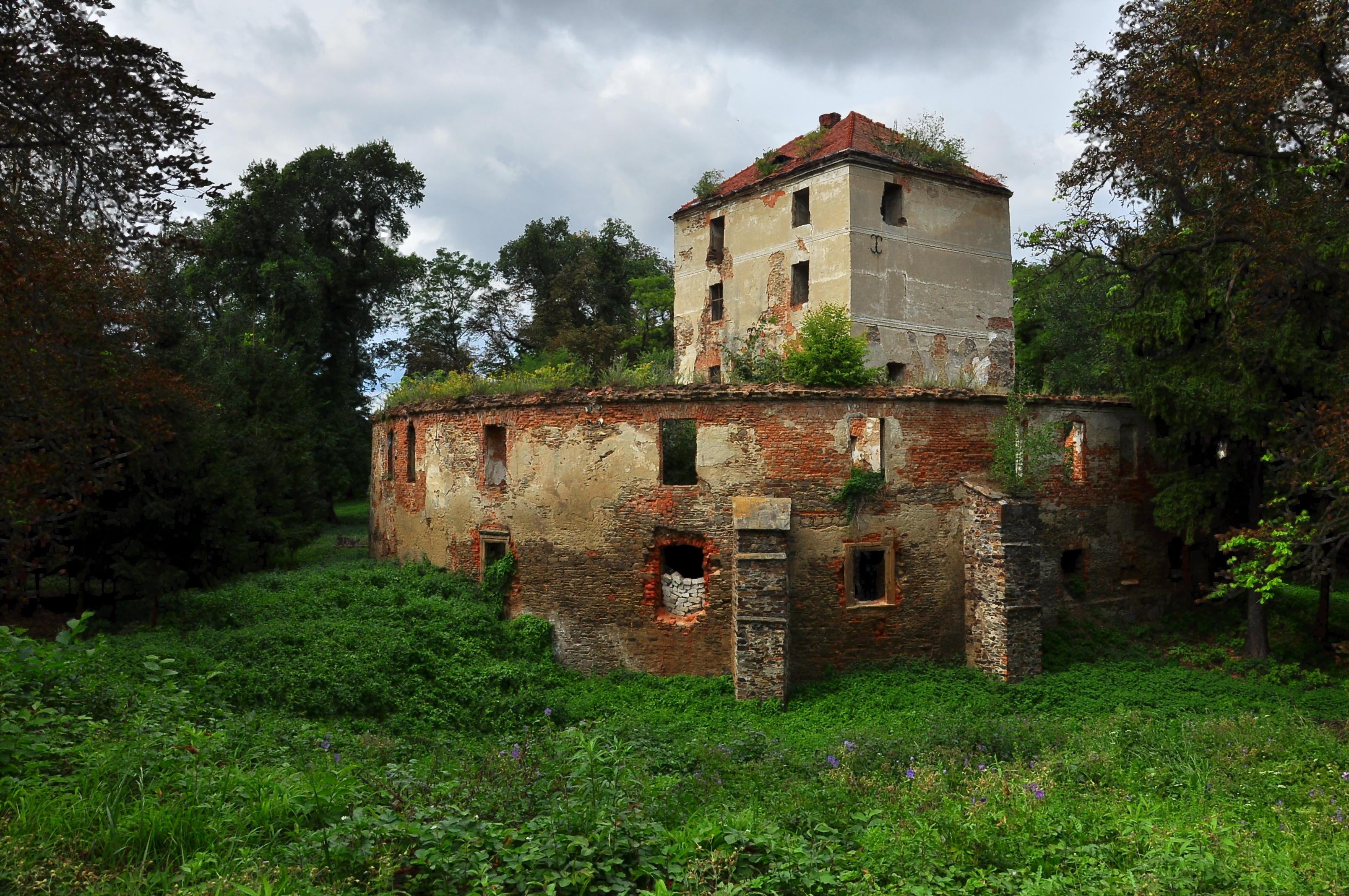
Schloss Tepliwoda

Das Schloss Tepliwoda (polnisch Zamek w Ciepłowodach) ist eine auf einen mittelalterlichen Wohnturm aus dem 13. Jahrhundert zurückgehende Schlossruine in Ciepłowody (deutsch Tepliwoda) im Powiat Ząbkowicki (Kreis Frankenstein) der Woiwodschaft Niederschlesien in Polen. Historisch gehörte es zum Herzogtum Münsterberg.

## Geschichte
Tepliwoda wurde erstmals im Jahre 1222 im Heinrichauer Gründungsbuch erwähnt. Damals befand sich am Ort eine Feste, die vom Ritter Albert, genannt Lyka, bewohnt wurde. Er hatte hier vermutlich als Lokator eine Siedlung angelegt, die er 1242 deutschrechtlich umsetzte. Im 14. Jahrhundert gehörte das Rittergut der Familie Seckel(in). Vermutlich um 1400 wurde eine Burg errichtet. Aus dieser Zeit stammen der Wohnturm im Westen, der von einer halbkreisförmigen Wehrmauer umgeben war, sowie die noch vorhandenen Teile der Umfassungsmauer im Osten.
1442 zerstörte der Münsterberger Landesherr Hynek Kruschina von Lichtenburg die Burg, da sie ein Raubritternest gewesen sein soll. 1464 gehörte die Burg einem Ulrich von Schaffgotsch und 1476 gelangte sie als Lehen an die Brüder Heinrich und Konrad von Seidlitz. Deren Nachkommen erreichten 1502 die erbrechtliche Umwandlung des Besitzes. Im 16. Jahrhundert wurde die Burg zu einem Schloss mit halbkreisförmigem Grundriss und Innenhof im Stil der Renaissance umgebaut. Zugleich wurden wohl auch die starken Außenbefestigungen mit zwei Gräben errichtet.
1577 verkauften die Seidlitz die Herrschaft an die Herren von Rothkirch und Panten, von denen sie durch Heirat 1683 wieder an die Familie Seidlitz gelangte. Wegen Überschuldung mussten diese 1722 die Herrschaft Tepliwoda an den Breslauer Karl Anton von Schreyvogel verkaufen.
Nach dem Übergang an Preußen 1742 kamen Schloss und Gut 1757 durch Heirat an die Familie von Schweinichen. 1839 folgte im Besitz Prinz Wilhelm von Oranien, der spätere König der Niederlande. 1841 zerstörte ein Brand Teile des Schlosses. Mit dem Wiederaufbau erfolgte zugleich ein Umbau zu einem schlichten Gebäude. 1863 heiratete Wilhelms Tochter Sophie den Großherzog Carl Alexander von Sachsen-Weimar. Dadurch gelangten Tepliwoda mitsamt dem Schloss an das Haus Sachsen-Weimar.
Infolge des Zweiten Weltkriegs fiel Tepliwoda 1945 zusammen mit Schlesien an Polen. Nach 1945 wurde das Schloss durch Beschäftigte der PGR bewohnt. Seit 1970 verfällt die heute in Privatbesitz befindliche Anlage zusehends. Tepliwoda gehört zu den wenigen erhaltenen mittelalterlichen Wohntürmen Schlesiens, neben dem Wohnturm Boberröhrsdorf, dem Turm von Dittersbach (Dzietrzychowice in der Landgemeinde Żagań) und dem Wohnturm Wittgendorf.

## Bauzustand
Im Inneren des Turms sind die hölzernen Decken eingefallen. Nur das Kreuzgratgewölbe im Erdgeschoss ist erhalten. Vor dem Turm befinden sich Ruinen der renaissancezeitlichen Anlage.